# Кнутсон, Венке
Венке Кнутсон (норв. Venke Knutson, род. 20 октября 1978 года) — норвежская поп-певица.

## Биография
Венке Кнутсон родилась в Биркеланне (Норвегия) в 1978 году. В начале своей жизни жила со своей семьёй в США.
В школьные годы Венке пела в хоре. Далее она работала учителем в начальной школе.
Была замужем за Свеном Коре Лиодденом (Svenn Kåre Liodden). Вышла замуж во второй раз за Томаса Вольда (Thomas Wold) в 2008 году.
В 2003 году Венке Кнутсон выпустила свой первый сингл Panic, а затем — первый альбом Scared.
В 2010 году участвовала в норвежском отборочном конкурсе Евровидение-2010 с песней Jealous Cause I Love You. Участвуя в полуфинале и победив в конкурсе «Последний шанс», певица вышла в финал, но победить не смогла.

## Дискография

### Альбомы
| Год  | Название                    | Позиции в чартах | Продажи                          |
| Год  | Название                    | NO               | Продажи                          |
| ---- | --------------------------- | ---------------- | -------------------------------- |
| 2004 | «Scared»                    | 5                | Продажи в Норвегии: 30.000       |
| 2005 | «Places I Have Been»        | 7                | Продажи в Норвегии: 20.000       |
| 2007 | «Crush»                     | 14               | Продажи в Норвегии: 10.000       |
| 2010 | «Smiles — The very best of» | 9                | Продажи в Норвегии: более 10.000 |

### Синглы
| Год  | Название                                             | Позиции в чартах | Альбом                    |
| Год  | Название                                             | NO               | Альбом                    |
| ---- | ---------------------------------------------------- | ---------------- | ------------------------- |
| 2003 | «Panic»                                              | 10               | Scared                    |
| 2004 | «Scared»                                             | 10               | Scared                    |
| 2004 | «Kiss»1                                              | —                | Scared                    |
| 2004 | «In2u»1                                              | —                | Scared                    |
| 2005 | «Just A Minute»                                      | 1                | Places I Have Been        |
| 2005 | «When The Stars Go Blue» (с участием Курта Нильсена) | 14               | Places I Have Been        |
| 2007 | «Holiday»                                            | 4                | Crush                     |
| 2007 | «Walk The Walk»                                      | 5                | Crush                     |
| 2007 | «Win With Your Hands Down»1                          | —                | Crush                     |
| 2008 | Smil                                                 |                  | Smil                      |
| 2010 | «Jealous 'Cause I Love You»                          | 5                | Smiles — The very best of |
| 2012 | «Ti Indianere små»                                   |                  | Alle våre barnefavoritter |
| 2014 | «Ta meg med»                                         | —                |                           |
| 2014 | «Salvation»                                          | —                |                           |
| 2014 | «Kom»                                                | —                |                           |
| 2015 | «Wildfire» (feat. Tideland)                          | —                |                           |
| 2016 | «Next Time»                                          | —                |                           |

1 Выпущены как синглы для трансляции по радио